# Lotsia PDM Plus
Lotsia PDM PLUS (PartY PLUS) — российская система автоматизации управления данными, документооборотом и электронным архивом, представленная на рынке с 1997 года. Разработана компанией Лоция Софтвэа.
Lotsia PDM PLUS в равной степени автоматизирует и технический, и офисный документооборот. Несколько дезориентирует аббревиатура «PDM», используемая в названии системы. PDM обычно используется для управления составом изделий. Но здесь ситуация иная, поскольку разработчики системы рассмотрели понятие PDM гораздо шире, понимая под Product Data данные из любой предметной области.

## История развития программы
1997 год. Составление ТЗ и начало разработки программы. Руководством фирмы была поставлена задача разработки системы класса PDM, в архитектуре «клиент-сервер», которая могла бы настраиваться без программирования и без привлечения разработчиков. В том же году вышла первая коммерческая версия, названная PartY’97. Собственного защищенного электронного архива в программе тогда не было, поэтому была реализована интеграция с системой электронного архива DOCS Open (Hummingbird). Впоследствии были разработаны собственные сервисы защиты файлов, но до сих пор сохранилась возможность интеграции с уже не существующей, но используемой на ряде предприятий системой DOCS Open. Также, одним из принципов, заложенных ещё в PartY была обратная совместимость. То есть при миграции с более низкой версии программы на более высокую, пользователи не теряли свои наработки. Впоследствии была выпущена система автоматизации документооборота LS Flow, которая работала и как самостоятельный продукт, и как модуль, обеспечивающий транспорт документов, хранящихся в PartY. К тому времени, нумерация версий PartY сменилась на обычные порядковые номера. Программный комплекс, включавший в себя программы PartY и LS Flow, получил название PartY PLUS. С целью повышения скорости и стабильности совместной работы PartY и LS Flow, было принято решение выпустить одномодульную систему, слив их воедино. И эта система получила название Lotsia PDM PLUS.

## Основные возможности
- Структурированное хранение информации.
- Разграничение прав доступа (независимо для файлов, объектов и метаданных (атрибутов), с возможностью наследования прав доступа).
- Защищенное централизованное и территориально-распределённое хранение файлов документов с поддержкой версионности.
- Свободная и предопределенная маршрутизация документов и потоков работ (workflow), управление бизнес-процессами.
- Интеграция с приложениями Microsoft Word, Microsoft Excel, Microsoft Project, Oracle Primavera[4], Проводник Windows, OpenOffice.org и САПР (Autodesk AutoCAD, Mechanical Desktop, Inventor, SolidWorks, MicroStation и др.).
- Интеграция c Microsoft Active Directory.
- Поддержка XML (импорт/экспорт данных).
- Интеграция с аппаратными средствами (TWAIN-совместимыми сканерами, инженерными системами Xerox, сканерами штрих-кодов и др.).
- Полнотекстовый поиск в защищенном файловом архиве и в базе данных средствами Windows Search[5]
- Возможность интеграции с сертифицированными средствами ЭЦП.
- Встроенный генератор аналитических отчетов (а также формирование стандартных отчетов по ЕСКД и СПДС).
- Встроенный механизм управления бизнес-правилами.
- Управление структурой объекта (изделия, проекта и т. п.) с поддержкой вариантов, исполнений и конфигураций.
- Соответствие требованиям стандартов серии ISO 9000. Поддержка стандартов ISO 10303 (STEP), ISO 10007, ODMA, PLM XML[6]. Поддержка стандартов ЕСКД и СПДС, ГОСТ Р 6.30[7].
- Автоматическое формирование по различным критериям и выгрузка комплектов электронных документов.
- Пакетная печать комплектов документов, сформированных по различным критериям.
- Ведение истории всех изменений в проекте и документах.
- Встроенный модуль календарного планирования.
- Встроенный почтовый клиент (POP3, SMTP).
- Ведение сквозной истории переписки между внешними и внутренними адресатами.
- Интеграция с MAPI- и SMTP-совместимыми системами электронной почты.
- Богатый API и набор функций для использования в скриптах на VBScript и JScript
- Интеграция с ERP-системами (Lotsia ERP, Microsoft Dynamics Axapta[8], 1C[9] и др.).

## Архитектура и платформа
- Клиент-сервер — толстый клиент (Win32)
- Web-клиент — тонкий клиент, работа через браузеры
- Операционная система на толстых клиентах — семейство ОС Windows
- Операционная система на сервере СУБД — любая, поддерживаемая самой СУБД
- Поддерживаемые СУБД — Sybase, MS SQL Server, Oracle, PostgreSQL
- Защищённые файловые хранилища (архивы) — сервера под управлением MS Windows, Novell Netware, позволяющие хранить документы как в режиме online, так и offline (на съёмных носителях), FTP.
- Лицензирование плавающее (конкурентные лицензии), с помощью ключей аппаратной защиты.

## Основные отличия
- Гибкость и простота настройки, доступная не программисту.
- Готовые шаблоны отраслевых настроек в соответствии с требованиями ЕСКД, СПДС, ГОСТ Р 6.30.
- Поддержка единых централизованных классификаторов и справочников масштабах предприятия.
- Встроенные функции контроля исполнения.
- Возможность одновременного учёта как электронных, так и бумажных документов.
- Функция организации совещания и голосований.
- Встроенный функционал по управлению договорами и работе с календарями и календарными планами.
- Не требует поддержки разработчиков в части выполнения настроек.
- Практически вся функциональность доступна в базовой поставке.
- Наличие полнофункциональной демонстрационной версии с настройками для проектных организаций и машиностроительных (приборостроительных) предприятий.

## Недостатки
Интеллектуальный интерфейс, однако в современных версиях программы интерфейс конечного пользователя может быть значительно упрощен с помощью различных настроек. Решение о требуемом уровне интеллектуальности интерфейса принимает администратор программы (внедренец) исходя из конкретной ситуации.